# 檜前部老刀自
檜前部 老刀自（ひのくまべ の おいとじ、生没年不詳）は、奈良時代の女官。姓は檜前とも表記される。上野国佐位郡の人・采女。姓は無姓、のち君。のち、上毛野佐位朝臣。位階は従五位下。

## 出自
檜前部は宣化天皇の名代の部であり、東漢氏系列の檜前氏とは別の系譜である。『続日本紀』のは、宝亀2年3月に遠江国城飼郡の人で、檜前舎人部諸国の名前が見える。天平感宝元年（749年）8月の調庸布（正倉院御物楷布屏風袋）墨書銘に、「佐位郡大領」として、「梔前部君賀味麻呂」の名があり、縁者だと思われる。

## 経歴
正倉院文書に登場する、佐味命婦と同一人とする説がある。その伝によれば、天平19年12月（748年1月）に東大寺写経所は、彼女の宣により方軌4巻を内裏に請い、同20年3月にも、その宣により陀羅尼集経1部12巻を内裏に請い、天平勝宝3年（751年）正月にも、その宣により、法花玄賛第一巻を書写している。
称徳朝の天平神護2年（767年1月）に昇叙され、翌年、上野佐位朝臣を賜姓。さらにその翌年の神護景雲2年（768年）には、上野国の国造に任命されている。この時、掌膳。
光仁朝の宝亀（771年）正月、従五位下に任命される。以後の記録は存在しない。

## 官歴
『続日本紀』による
- 時期不詳：外従五位下。
- 天平神護2年12月4日（766年1月）：外従五位上。
- 時期不詳：君姓。
- 時期不詳：掌膳。
- 天平神護3年（767年）3月6日：賜姓「上野佐位朝臣」。
- 神護景雲2年（768年）6月：上野国造。
- 宝亀2年（771年）正月2日：従五位下